# 哈尔巴岭站
哈尔巴岭站（： Halbalyeong-yeog）是位于吉林省敦化市哈尔巴岭村的一个铁路车站，邮政编码133702。车站建于1932年，有长图铁路经过该站，现办理客货运业务，车站及其上下行区间均未电气化。车站距离长春站374公里，隶属沈阳铁路局，是五等站。

## 相邻车站
1. ↑  铁道部电子计算技术中心, 铁道部运输局. . 北京: 中国铁道出版社. 1998: 160. ISBN 9787113030995.